# Salas de Bureba (kommunhuvudort)
Salas de Bureba är en kommunhuvudort i Spanien.   Den ligger i provinsen Provincia de Burgos och regionen Kastilien och Leon, i den norra delen av landet, 250 km norr om huvudstaden Madrid. Salas de Bureba ligger 631 meter över havet och antalet invånare är 140.
Terrängen runt Salas de Bureba är kuperad åt nordväst, men åt sydost är den platt. Runt Salas de Bureba är det mycket glesbefolkat, med 7 invånare per kvadratkilometer. Närmaste större samhälle är Briviesca, 20,0 km sydost om Salas de Bureba. Trakten runt Salas de Bureba består till största delen av jordbruksmark.